# Zwierciadło życia
Zwierciadło życia (ang. Imitation of Life) – amerykański melodramat z 1959 roku w reżyserii Douglasa Sirka, będący jego ostatnim filmem w karierze. Druga – po Imitacji życia (1934) Johna M. Stahla – adaptacja powieści pod tym samym tytułem autorstwa Fannie Hurst. Obraz zdobył dwie nominacje do Oscara za drugoplanowe role Juanity Moore i Susan Kohner.

## Fabuła
Film dotyka problemów i nierówności rasowych i klasowych w Ameryce lat 50. Bohaterkami są dwie pary samotnych matek i dorastających córek, z których pierwsza stanowi przykład uprzywilejowanej białej klasy średniej, a druga – czarnoskórej i wykluczanej mniejszości, przy czym córka czarnoskórej pomocy domowej – będąca mieszaną rasowo – uchodzi za białą.

## Obsada
- Lana Turner – Lora Meredith
- Juanita Moore – Annie Johnson
- John Gavin – Steve Archer
- Sandra Dee – Susie Meredith w wieku 16 lat
- Susan Kohner – Sarah Jane Johnson w wieku 18 lat
- Robert Alda – Allen Loomis
- Dan O’Herlihy – David Edwards
- Karin Dicker – Sarah Jane Johnson w wieku 8 lat
- Terry Burnham – Susie Meredith w wieku 6 lat
- John Vivyan – młodzieniec
- Lee Goodman – fotograf
- Ann Robinson – tancerka rewiowa
- Troy Donahue – Frankie
- Sandra Gould – recepcjonistka

## Produkcja
Zdjęcia kręcono w Los Angeles.